# Московские университетские известия
«Моско́вские университе́тские изве́стия» — журнал, выходивший в Москве с 1865 по 1872 год.

## История
Журнал императорского Московского университета «Московские университетские известия» выходил ежемесячно (кроме июля — августа) с 1865 по 1872 год.
Редактором журнала был профессор правоведения Н. К. Соколов.
В «Официальном отделе» журнала публиковались протоколы заседаний Совета университета, финансовые отчеты, сведения о личном составе университета, учебные программы, уставы университетских обществ, официальная переписка. В «Неофициальном отделе» печатались работы профессоров университета: Ф. И. Буслаева, И. Д. Беляева, В. О. Ключевского, Н. А. Любимова, Н. В. Калачева, Н. А. Попова, М. Н. Лонгинова, С. М. Соловьева, А. Г. Столетова и других.
С 1872 года выходил под названием «Протоколы заседаний Совета императорского Московского университета».